# Les Deux Gosses (film 1912)
Les Deux Gosses è un cortometraggio muto del 1912 diretto da Adrien Caillard.
Presentato originariamente in due parti distinte (La faute d'une mère, e Fanfan et Claudinet), il film è il secondo di una lunga serie di adattamenti cinematografico dell'omonimo romanzo di Pierre Decourcelle del 1880.
Secondo un'accettata convenzione dell'epoca, i ruoli dei due ragazzi protagonisti (Fanfan e Cladinet) furono interpretati da due attrici bambine, le sorelle Madeleine Fromet e Maria Fromet.

## Trama
Il conte Georges de Kerlor, convinto che sua moglie lo abbia tradito e quel piccolo Jean, il ragazzo che ha cresciuto come figlio, non sia in realtà il suo, affida il povero ragazzo a un malvivente soprannominato La Limace, che ha già un ragazzo, Claudinet. Jean viene ribattezzato Fanfan e, crescendo con Claudinet, i due ragazzi diventano inseparabili.

## Produzione
Il film fu prodotto in Francia da Pathé Frères.

## Distribuzione
Distribuito da Pathé Frères, uscì nelle sale cinematografiche francesi nel 1912 in due episodi distinti: Les deux gosses - Épisode 1: La faute d'une mère, e Les deux gosses - Épisode 2: Fanfan et Claudinet Fu ridistribuito nel 1916 come un unico filmato.